# Peary karibu
A Peary karibu (Rangifer tarandus pearyi) az emlősök (Mammalia) osztályának párosujjú patások (Artiodactyla) rendjébe, ezen belül a szarvasfélék (Cervidae) családjába tartozó rénszarvas (Rangifer tarandus) egyik észak-amerikai alfaja.
Ezt az állatot Robert Peary amerikai felfedezőről nevezték el.

## Előfordulása
A Peary karibu előfordulási területe az Arktiszba nyúló kanadai Nunavut és Északnyugati területek egyes szigetei.
1961-ben körülbelül 40 000 példánya élt, 2009-ben már csak 700 Peary karibu létezett.

## Megjelenése
Az észak-amerikai karibuk közül a legkisebb termetű. A suta általában 60 kilogrammos, míg a bika 110 kilogrammos. A suta 140 centiméter hosszú és a bika 170 centiméteres. Mindkét nemnek van agancsa. A bika március és augusztus között, míg a suta június-szeptemberben növeszti az agancsát; mindkettőnek októberben hámlik le a háncsa. A szőrzete télen fehér és vastag. Nyáron rövidebb szőrűre váltja le, és a színezete palaszürkévé változik. A szőrszálak belül üresek.

## Életmódja
A táplálékát zuzmók, perjefélék, palkafélék és gombák képezik. A megfigyelések szerint, nagyon kedveli a fedelékes kőtörőfüvet (Saxifraga oppositifolia), mely megfesti az orrát lilára. A patája hegyes és ásóalakú, mellyel a hótakaró alól vájja ki táplálékát. Akár 150 kilométeres vándorutakat is megtehet a telelő és nyaraló helyei között. Gyorsabban szalad, mint legfőbb ellensége a sarki farkas (Canis lupus arctos); továbbá kiválóan úszik is. Nagyon kis csordákat alkot; nyáron legfeljebb 12 főseket, míg télen csak négy állatból áll a csorda.

## Szaporodása
Az ivarérettséget a bika két-, míg a suta háromévesen éri el. A párzási időszaka ősszel van, de csak a legtápláltabb suták lesznek vemhesek. A vemhesség 7-8 hónapig tart; ennek végén egy borjú születik.

## Fordítás
- Ez a szócikk részben vagy egészben  a   Peary caribou című angol Wikipédia-szócikk ezen változatának fordításán alapul.  Az eredeti cikk szerkesztőit annak laptörténete sorolja fel. Ez a jelzés csupán a megfogalmazás eredetét és a szerzői jogokat jelzi, nem szolgál a cikkben szereplő információk forrásmegjelöléseként.